# 時空勇伝デビアス
『時空勇伝デビアス』（じくうゆうでんデビアス、時空勇伝DEBIAS）は、1987年11月27日にナムコ（後のバンダイナムコエンターテインメント）からナムコットのブランドで発売されたファミリーコンピュータ用の横スクロールアクションロールプレイングゲームである。

## 概要
プレイヤーは主人公キャラを操り、剣や爆弾等の武器を用いてモンスターを倒しながら進んでいく。モンスターはGOLDを落としていき、それを用いてショップでアイテムを購入出来る。
LIFEが0になるとゲームオーバーとなるが、何度でもコンティニューすることが可能である。ただし、コンティニューした場合はGOLDとTECHが半分になってしまう。
アルマータ市街地（以下、「町」と記載）においては昼と夜の概念がある。昼時は町人達が散歩しており、主人公が危険に晒されることはない。ちなみに町人に対して攻撃を仕掛けて殺害することも可能だが、王様に怒られてしまい先に進めなくなる可能性がある。
町である程度時間が経過すると夜になる。夜になると不気味なBGMが流れ始め、町人達は逃げ出しモンスター達が徘徊するようになる。この時、町の施設は全て使用不可能となる。
町には「復活のあいことば」（パスワード）を教えてくれる施設があり、これを使えば途中からゲームを再開することができる。
ダンジョンは“水の魔境”、“土の魔境”、“火の魔境”の3つがあり、それぞれにボスキャラが控えている。ダンジョンではモンスターを倒しながら、謎を解いたり住人の依頼を受けたりして進んでいく。
なお、本作はマルチエンディングである（最後の選択肢によって分岐する）。

## ゲーム内容

### 基本操作
十字キーの左右で移動し、十字キーの下でしゃがむ。画面奥の通路や扉に入るには十字キーの上を押す。
Aボタンで装備している武器で攻撃する。また、スタートボタンを押下すると出るコマンドや会話などで決定する際にも使用する。
Bボタンでジャンプ。十字キーの下を押しながらジャンプするとハイジャンプになる（ハイジャンプを使わないと進めない場面がある）。また、スタートボタンを押下すると出るコマンドや会話などでキャンセルする際にも使用する。

### ステータス
LIFE
ライフ。これが0になるとゲームオーバーとなる。ゴルゴーンを倒した後にLIFEが増えるチャンスが与えられる。
SPIRIT
アーロンの力を借りるために必要な精神力。「アーロン」のコマンドを開くと消費される。なお、町人などを攻撃すると減少する。
TECH
この数値が上がるにつれ、攻撃時の動きが速くなる。TECHはモンスターを倒すことで上昇する。またこの数値の多さに応じて「アーロン」コマンドの選択肢が増える。
GOLD
お金。モンスターを倒した時に落とす金塊を拾うことで増える。

### 武器
町の武器屋で購入するほか、魔境内などで入手すると使用できるようになる。武器は排他選択であり複数を同時に装備することはできない。使用するにはスタートボタンを押下すると出るコマンドから「ぶき」を選び、使いたい武器のアイコンを選択する。武器を何も持っていない状態だと攻撃できなくなる。
下記の各武器名は取扱説明書の記載に準拠。
- ダガー - 初期装備。攻撃力は低いが攻撃速度は非常に速い。
- ショートソード - ガード（鍔）が反り経っている剣。ダガーより強いが攻撃速度が落ちる。
- ロングソード - グリップとガードの境目に青い線が入っている剣。ショートソードより強くブロードソードより弱い。ショートソードより攻撃速度が落ちる。
- ブロードソード - ガードとグリップ部が青色の剣。ロングソードより強くキングソードより弱い。ロングソードより攻撃速度が落ちる。
- キングソード - グリップとガードの境目に白い線が入っている剣。店売りの剣の中では最強だが攻撃速度は最も遅い。
- 手裏剣 - 小さな刃物で、投げて攻撃できる。10回投げると消滅する。
- 爆弾 - しゃがむと爆弾を置き火をつけ、しばらくすると爆発する。爆発時に一定範囲内の敵にダメージを与えるが、プレイヤーが爆弾の近くにいる状態で爆発すると自分もダメージを受ける。1度使うと消滅する。
- 魔法の水 - 一定時間無敵になることができる。使うと消滅する。
- モーニングスター - 店売りの武器の中では最強で、そこそこ遠距離にも届くが、攻撃速度は非常に遅い。
- クリスタルソード - 魔境内で入手でき、水のゴルゴーンを倒すために必須の武器。通常の敵にも武器として使用可能。

### アイテム

#### 「どうぐ」コマンドのアイテム
町の雑貨屋で購入したり、人や精霊などから貰ったり、モンスターがドロップするなどして入手する。
アイテムは武器と同様にスタートボタンを押下すると出るコマンドから「どうぐ」を選び、使いたいアイテムのアイコンを選択する。
下記の各アイテム名は取扱説明書の記載に準拠。
- 戦士の服 - 防御力を少し上げる。使用すると装備でき、プレイヤーの服の色が黄色になる。鉄の服や鉄の鎧と併用はできない。
- 鉄の服 - 防御力を大きく上げる。使用すると装備でき、プレイヤーの服の色がピンク色になる。戦士の服や鉄の鎧と併用はできない。
- 鉄のよろい - 最強の防御力がある鎧。使用すると装備でき、プレイヤーの見た目が変化する。戦士の服や鉄の服と併用はできない。
- パン - 食パン。使用するとライフを僅かに回復する。
- 肉 - 骨付き肉。使用するとライフをパンより多く回復する。
- スタミナドリンク - 瓶に入ったドリンク剤。使用するとライフを大幅に回復する。
- クリスタル - 魔境内でモンスターとの取引に使用する。
- 光の玉 - 所有しているとSPIRITが減らなくなる。
- 宝箱 - 町（中古屋）で売ることができる換金アイテム。
- カギ - 鍵がかかっている扉を開けることができる。
- ドクロカギ - あるゴルゴーンの部屋の扉を開けることができるが、呪いをとかないと所有時は一定時間ごとにダメージを受ける。

#### その他のアイテム
いずれもモンスターがドロップする。取得した瞬間に効力を発揮する。
- ゴールド（金塊） - 取得するとGOLDの値が増える。
- ハート形の小瓶 - 取得するとライフを回復する。

## 設定

### ストーリー
主人公は伝説の勇士デビアスの現代の生まれ変わりとして、守護神アーロンに選ばれた“キミ”。
魔王と三匹のゴルゴーンによって支配された王国アルマータを救うために、その王国へワープするところから物語は始まる。

### アーロンのお守り
このゲームの特筆すべき点として、アーロンのお守りという付属品の存在が挙げられる。
アーロンのお守りは大小2枚の銀色の円盤が重なった形状をしており、下の大きな円盤には記号が、上の小さな円盤には剣の図柄と覗き窓がある。
ゲーム内で「アーロン」コマンドを使用して質問を選択すると、それに応じたヒントが赤く光る記号と剣マークの向きによって示される。この赤く光った記号が上に来るよう下の円盤を回し、次に上の円盤を剣マークの向きと同じになるよう回すことで、覗き窓にそのヒント（数字など）が示されるようになっている。
アーロンのお守りは通常はソフト・説明書と同梱されているが、紛失・または中古品で付属されていなかった場合でもクリアすること自体は可能である。ただしその場合はヒントが適切に得られないほか、道中にある、「アーロン」コマンドを使用した上で正しい扉を選択しないと先へ進めない場所において何度もやり直す必要が生じるため、難度は上がる。

#### アーロンのお守りが示す回答
以下の表は赤く光った記号と剣の向きから導き出される回答（覗き窓の値）である。
|    |   | 記号 | 記号 | 記号 | 記号 | 記号 | 記号 | 記号 | 記号 |
| △  | ⦿ | ☿    | ♀    | 6    | ☾    | 4    | ち   |      |      |
| -- | - | ---- | ---- | ---- | ---- | ---- | ---- | ---- | ---- |
| 剣 | ↑ | OK   | 1    | 2    | 5    | 3    | NO   | ？   | 4    |
| 剣 | ↗ | 1    | 2    | 5    | 3    | NO   | ？   | 4    | OK   |
| 剣 | → | 2    | 5    | 3    | NO   | ？   | 4    | OK   | 1    |
| 剣 | ↘ | 5    | 3    | NO   | ？   | 4    | OK   | 1    | 2    |
| 剣 | ↓ | 3    | NO   | ？   | 4    | OK   | 1    | 2    | 5    |
| 剣 | ↙ | NO   | ？   | 4    | OK   | 1    | 2    | 5    | 3    |
| 剣 | ← | ？   | 4    | OK   | 1    | 2    | 5    | 3    | NO   |
| 剣 | ↖ | 4    | OK   | 1    | 2    | 5    | 3    | NO   | ？   |

#### 「アーロン」コマンド
メニュー右下の「アーロン」を選択すると以下の項目選択画面に移る。TECHの値に応じて表示されるコマンドが増える。
なお、SPIRITが消費されるのはこの「アーロン」コマンドを選択した時点。
あーろんに　きく
現時点での大まかな助言を得られる。
おうこくへ　でる
街に帰還できる。
まちの　ひとの　かずは？
ダンジョンに囚われている町の人の数が示される。
ごるごーんへの　きょりは？
ゴルゴーンの部屋までの距離が示される。
このまま　すすんで　よいのか？
必須のアイテムやイベントなどの取りこぼしがないか教えてもらえる。
どの　とびらを　えらぶか？
進むべき扉が示される。これを使わない限りどの扉を選んでも間違った扉と見なされる。
あーろんの　ちから
LIFEが尽きそうな時に、LIFE上限1つと引き換えに回復アイテムをもらえる。

## 登場キャラクター

### ボスキャラクター
魔王
最後の敵。姫に呪いをかけ、王様に取り憑き殺してしまう。
ゴルゴーン
魔境の最奥にいる3匹の魔物。
トレスタント
水のゴルゴーン（水の魔境のボス）。顔を振りながら体当たりをし、ピンチになると上空へと避難する。クリスタルソードが弱点。
デビルファイヤー
火のゴルゴーン（火の魔境のボス）。全身を炎でまとい、火を放ちながら攻撃を仕掛けてくる。
ドローム
土のゴルゴーン（土の魔境のボス）。ゴルゴーンの中では最強であり、実質的な強さはラスボスの魔王よりも上。謎の液体と岩を放ちながらの攻撃で、攻撃を受けるたびに体当たりをしてくる。

### 雑魚敵
- ひとだま
- ガドラ
- グルド
- グレイブ
- ストロングワイト
- ゴブリン
- タラン
- ゾンビ
- ファイヤーワーム
- 魔法使い
- 番人
- こうもり
- 目玉
- 番犬

## 評価
ゲーム誌『ファミリーコンピュータMagazine』の読者投票による「ゲーム通信簿」での評価は以下の通りとなっており、18.91点（満30点）となっている。
| 項目 | キャラクタ | 音楽 | 操作性 | 熱中度 | お買得度 | オリジナリティ | 総合  |
| 得点 | 3.26       | 3.07 | 3.15   | 3.23   | 3.12     | 3.08           | 18.91 |